# Dengeki G's Magazine
Dengeki G's Magazine (電撃G's magazine) là một tạp chí Nhật Bản ấn hành bởi ASCII Media Works (trước đây là MediaWorks) và phát hành đều đặn vào ngày thứ 30 hàng tháng, thông tin chủ yếu là về bishōjo game, nhưng cũng có một số trang dành cho anime dựa trên bishōjo games, đồng thời đăng manga và light novel cũng chuyển thể từ các trò chơi cùng loại. Cụm "G's" trong tựa đề là chữ viết tắt của "Gals" và "Games". Tạp chí này nổi tiếng vì cho phép người đọc bình chọn để sản xuất một trò chơi; chẳng hạn như Sister Princess và Strawberry Panic!. Dengeki G's Magazine số đầu tiên ra mắt ngày 26 tháng 12 năm 1992 với số ra tháng 2 năm 1993 mang tựa Dengeki PC Engine, sau đó tiêu đề này được sửa lại như ngày nay từ năm 2002. Một ấn bản spin-off đặc biệt gọi là Dengeki G's Festival! được xuất bản không đều đặn hàng năm và từng số tập trung vào một bishōjo game cụ thể. Bốn ấn bản đặc biệt khác cũng có mác Festival! là Dengeki G's Festival! Comic, Dengeki G's Festival! Deluxe, Dengeki G's Festival! Anime và Dengeki Festival! Heaven. Tạp chí chị em của Dengeki G's Magazine là Dengeki Girl's Style, tập trung chủ yếu vào otome game, hướng tới đối tượng người xem chính là nữ giới.
Mặc dù tự miêu tả là "tạp chí", mỗi số của nó lại dày hơn 350 trang. Khoảng một nửa các trang tạp chí được tô màu và mang thông tin về các trò chơi hay anime; các trang còn lại, được đặt ở phần cuối của tạp chí, là manga đăng thường kỳ. Không giống như các xuất bản phẩm thường thấy ở Nhật Bản, các trang được in theo chiều từ phải sang trái trong nửa đầu tạp chí, nhưng đến phần đăng manga thì cách sắp xếp truyền thống đọc từ trái sang lại được thay thế. Dengeki G's Magazine kỉ niệm 15 năm xuất bản của mình vào năm 2007 và lần phát hành thứ 200 của nó là số ra tháng 10 cùng năm.